# Coubron
Coubron (franskt uttal: [ku'bʁɔ̃]
 ( lyssna)) är en kommun i departementet Seine-Saint-Denis i regionen Île-de-France i norra Frankrike. Kommunen ligger i kantonen Tremblay-en-France som tillhör arrondissementet Le Raincy. År 2022 hade Coubron 5 156 invånare.

## Befolkningsutveckling
| Befolkningsutvecklingen i Coubron 1968–2021 | Befolkningsutvecklingen i Coubron 1968–2021 | Befolkningsutvecklingen i Coubron 1968–2021 | Befolkningsutvecklingen i Coubron 1968–2021 | Befolkningsutvecklingen i Coubron 1968–2021 |
| ------------------------------------------- | ------------------------------------------- | ------------------------------------------- | ------------------------------------------- | ------------------------------------------- |
|                                             |                                             |                                             |                                             |                                             |
| År                                          |                                             |                                             | Folkmängd                                   |                                             |
| 1968                                        | 1968                                        |                                             | 2 179                                       |                                             |
| 1975                                        | 1975                                        |                                             | 3 385                                       |                                             |
| 1982                                        | 1982                                        |                                             | 4 296                                       |                                             |
| 1990                                        | 1990                                        |                                             | 4 784                                       |                                             |
| 1999                                        | 1999                                        |                                             | 4 612                                       |                                             |
| 2007                                        | 2007                                        |                                             | 4 646                                       |                                             |
| 2015                                        | 2015                                        |                                             | 4 788                                       |                                             |
| 2021                                        | 2021                                        |                                             | 5 063                                       |                                             |